# Protaetia inquinata
Protaetia inquinata är en skalbaggsart som beskrevs av Gilbert John Arrow 1913. Protaetia inquinata ingår i släktet Protaetia och familjen Cetoniidae. Inga underarter finns listade i Catalogue of Life.